# Рославлев, Николай Иванович
Николай Иванович Рославлев (1724 — 10 (21) апреля 1785) — участник переворота 1762 года, генерал-поручик, устроитель подмосковной усадьбы Никитское.

## Биография
Родился в 1724 году в семье бригадира Ивана Семёновича Расловлева, помещика Ярославского, Данковского и Коломенского уездов. Воспитывался, со 2 марта 1732 года, в Шляхетном кадетском корпусе, откуда 4 ноября 1736 года был выпущен в армию капралом.
В 1740 году Рославлев начал службу в лейб-гвардии Измайловском полку, откуда, будучи капралом, был пожалован в гренадеры лейб-кампании (7 апреля 1742 года) и здесь 25 февраля 1752 года был произведён в вице-капралы; в 1750 году был капитан-поручиком, а 25 ноября 1758 года пожалован был капитаном гвардии в Измайловский полк.
Пожалован императрицей Елизаветой 19 июля 1761 года в камер-юнкеры Высочайшего Двора, причём это пожалование было конфирмовано, 22 января 1762 года, и императором Петром III. В том же 1762 году, будучи премьер-майором Измайловского полка, Рославлев вместе с братом Александром стал в ряды сторонников великой княгини Екатерины Алексеевны и принял деятельное участие в возведении её на престол. Другой участник переворота, камер-юнкер Ф. А. Хитрово, передает следующее:

Алексей Орлов сказывал, что Панин сделал подписку с тем, чтоб Государыне быть Правительницею, — и она на это согласилась, а когда пришли в Измайловский полк и объявили про ту подписку Рославлеву и Ласунскому, то они ей объявили, что на то не согласны, а поздравляют её самодержавной Императрицей и велели солдатам кричать ура.
В награду за это Рославлев 3 августа был награждён пожалованием 600 душ крестьян и «в дополнение» 6 тысячами рублей. Брат его Александр получил во владение подмосковное имение Ловецкие Борки. Став в число наиболее близких к новой императрице лиц, Николай Рославлев в её свите сопровождал её, в сентябре, в поездке в Москву для коронования, в день коего, 22 сентября, во время обеда в Грановитой палате, стоял около трона императрицы, рядом с графом Гендриковым и А. Г. Орловым, и в тот же день пожалован был в генерал-майоры и кавалером ордена Святой Анны 1-й степени.
Вскоре, 11 ноября 1762 года, в Москве, Рославлев женился на Екатерине Николаевне Чоглоковой (1746—1794), старшей дочери обер-гофмейстера Н. Н. Чоглокова, а по матери — троюродной сестре императора Петра III. Императрица присутствовала на его свадьбе, и Рославлев считал свою блестящую будущность обеспеченной. Однако дальше этого его возвышение не пошло. Завидуя всё возрастающему влиянию братьев Орловых, Рославлев считал себя обиженным в деле распределения наград участникам возведения на престол Екатерины.
В мае 1763 года Рославлев, наряду с другими недоброжелателями Орловых, оказался замешанным в дело вышеупомянутого камер-юнкера Хитрово. Как выяснилось из следствия, Рославлев противился браку императрицы с графом Григорием Орловым, причём в особенную вину ему вменено было то, что он передавал Хитрово и, вероятно, распространял по Москве слух, что «дело затихло и остановлено совсем» благодаря вмешательству Н. И. Панина, и объяснял это влияние тою записью, которую он взял с императрицы, — что быть ей только правительницею до совершеннолетия Павла Петровича.
За свои «интриги и ковы» Рославлев был выслан с семьёю в крепость Святой Елисаветы; здесь он был уже в августе 1763 года и просил заступничества И. П. Елагина:

Государь мой братец Иван Перфильевич! Если, братец, хочешь помочь беднейшему и несчастнейшему человеку, так единого ради человеколюбия прошу, чтоб меня отсюда вывесть хотя умереть поближе к Москве, а я очень болен, кровь из горла идёт и с постели не встаю, лечить же некому, худой самый лекарь, жена бедная также больна да притом брюхата.
Возвращенный с юга, Рославлев 6 февраля 1765 года был уволен от службы с чином генерал-поручика и удалился доживать свой век в подмосковном поместье Никитское, где выстроил большой господский дом в стиле классицизма, который в настоящее время является памятником культурного наследия России и находится в плачевном состоянии. По свидетельству помещика XIX века,
«Дом поразил меня своими размерами и величественным фасадом. Перед ним был разбит цветник, спускающийся террасами к речке, по другую сторону открывался широкий и ровный двор, поросший газоном с кругом липовых деревьев посередине. <…> Предание гласит, что государыня провела ночь в апартаментах второго этажа, которые впоследствии охотно показывали всем желающим. Но нет больше царицыной опочивальни, нет лепнины и росписей, покрывавших сплошным ковром её стены.»
Умер 10 (21) апреля 1785 года.
Дети: Рославлевых: сыновья Владимир и Иван (генерал-поручик; 1764—1811) и дочери Марья (ум. 8 марта 1820) и Анна (фрейлина императрицы Марии Фёдоровны).

## Источник
- Модзалевский Б. Рославлев (Расловлев), Николай Иванович // Русский биографический словарь : в 25 томах. — Петроград, 1918. — Т. 17: Романова — Рясовский. — С. 150—151.